# Melissa Lucio
Melissa Elizabeth Lucio (n. 18 de julio de 1968) es la primera mujer latina en ser sentenciada a muerte en Texas desde que se restableció la pena de muerte en 1976. Fue declarada culpable de asesinato capital después de la muerte de su hija de dos años, Mariah Alvarez. Su caso llamó la atención después de que un documental de 2020, The State of Texas vs. Melissa, cubriera su caso.
Su fecha de ejecución estaba programada el 27 de abril de 2022, pero dos días antes de la ejecución esta fue suspendida por la Corte de Apelaciones. Lucio continua en el corredor de la muerte, de ser ejecutada sería la primera mujer latina ejecutada en los Estados Unidos en casi 159 años desde la ejecución de la mexicana Josefa "Chipita" Rodriguez ahorcada en Texas en 1863.

## Primeros años
Melissa Elizabeth Correa nació el 18 de julio de 1968, en Lubbock, Texas, hija de padres de origen mexicano. Su padre murió cuando ella era una bebé y cuando tenía tres o cuatro años la familia se mudó al Valle del Río Grande, donde su madre había crecido. Padeció abusos sexuales por parte de la pareja de su madre durante dos años a partir de los 6 años de edad.
Se casó a los 16 años con Guadalupe Lucio, de 20 años, un alcohólico y traficante de drogas, su cuñada la introdujo a consumir cocaína y un año después tuvo su primer aborto espontáneo. Luego tendría cinco hijos con su esposo, pero este según ella la maltrataba y la llevó también a desarrollar un problema de abuso de sustancias y de alcohol, además de dedicarse a la venta de drogas. A los 23 años de edad y con cinco hijos su esposo un día desapareció, Lucio denunció preocupada este hecho a la policía para luego enterarse de que su esposo en realidad la había abandonado a ella y a sus hijos.
Posteriormente se juntaría en pareja con Robert Antonio Alvarez, Melissa y Robert se mudaron 26 veces entre 1994 y 2007 porque no podían pagar el alquiler o los servicios públicos, según documentos judiciales. Lucio y Alvarez tendrían juntos unos 7 hijos más, la última de estos siete sería la pequeña Mariah Elizabeth Alvarez nacida el 29 de septiembre de 2004, hasta su fallecimiento en febrero de 2007. Mientras Lucio permanecía en prisión por la muerte de Mariah estaba embarazada de gemelos, los cuales después de su nacimiento en octubre de ese mismo año harían un total de 14 hijos tenidos por ella, incluyendo a Mariah.
Alvarez también abuso física y sexualmente de Lucio: “Él la golpeó. Le tiró botellas de cerveza a la cabeza. Él la pateó con sus botas con punta de acero. Él le escupió. La arrastró por el pelo. Él la empujó, golpeando su cabeza contra la pared. La violó repetidamente”, dicen los documentos judiciales.

## Muerte de Mariah Alvarez
En febrero de 2007, Lucio tenía doce hijos, y nueve de ellos vivían con ella y su novio, Robert Alvarez. El 17 de febrero de 2007, los servicios de emergencia fueron llamados a la residencia de Lucio porque la niña más pequeña, Mariah Alvarez, de dos años, no respondía y no respiraba. Según la Oficina del Fiscal de Distrito del Condado de Cameron, Mariah fue encontrada acostada boca arriba en la casa, sin nadie que la atendiera y con signos de maltrato en su cuerpo. Fue llevada al Valley Baptist Medical Center en Harlingen, Texas, donde fue declarada muerta. Tenía moratones dispersos, marcas de mordeduras en la espalda, mechones de cabello que habían sido arrancados y un brazo roto. El médico de la sala de emergencias dijo que en 30 años de práctica no había visto un caso de abuso infantil peor que el de Mariah. 
Lucio fue arrestada. Más tarde se determinó que el brazo de Mariah se había roto de dos a siete semanas antes de su muerte.

## Alegatos
Después de la muerte de Mariah, Lucio fue arrestada e interrogada durante siete horas por el rangers de Texas Víctor Escalon sin la presencia de un abogado y sin recibir comida ni agua durante todo el tiempo. Lucio admitió haber azotado a Mariah, pero negó haber abusado de ella, lo que ella repitió más de cien veces. Luego, Escalon le dijo: "En este momento, parece que eres una asesina a sangre fría. Ahora, ¿eres una asesina a sangre fría o eras una madre frustrada que simplemente se desquitó con ella?". Continuó diciéndole "ya sabemos lo que pasó". Después de varias horas de interrogatorio, Lucio dijo: "Supongo que lo hice. Soy la responsable".
La policía también interrogó a uno de los hijos de Lucio poco después de la muerte de Mariah. En un vídeo, una oficial le pregunta al niño: “¿Viste a tu hermana caer por las escaleras o alguien te dijo que se cayó?”. El niño entonces respondió: “No, la vi caer”.
Durante el juicio, las declaraciones grabadas de Lucio de su interrogatorio fueron descritas como una "confesión" por el fiscal de distrito del condado de Cameron, Armando Villalobos, quien buscaba la reelección en ese momento y actualmente cumple una sentencia de prisión federal de 13 años por soborno y extorsión sin relación al caso de Lucio.
La defensa de Lucio argumentó que las lesiones de Mariah se debieron a una caída por las escaleras y que el funcionamiento psicológico de Lucio contribuyó a sus informes contradictorios entregados a las autoridades. La niña había nacido con una leve malformación en los pies, y que esto hizo que tropezara y cayera por varios escalones el 15 de abril, dos días antes de su muerte mientras Melissa y Robert estaban preparando una mudanza hacia el sur de Texas.
Mientras la fiscalía sostuvo que la niña sufrió maltrato físico y negligencia en reiteradas ocasiones. La autopsia determino que tenía tanto nuevos como viejos moratones, contusiones y marcas de mordeduras en la espalda. Uno de sus brazos se había roto probablemente entre dos y siete semanas antes de su muerte, y le faltaban partes de su cabello donde se lo habían arrancado de raíz. Estaba deshidratada y era pequeña de tamaño para su edad. También mostró una lesión en la cabeza y hematomas en los riñones, los pulmones y la médula espinal. Además los análisis arrojaron que había cocaína en la sangre de la niña al momento de su muerte según la médico forense del estado, Norma Jean Farley. Un patólogo testificó que la autopsia de la niña reveló que no murió por caerse por las escaleras y, en cambio, sus heridas eran consistentes con una muerte por traumatismo con objeto contundente. Además, los documentos judiciales indican que el médico de la sala de emergencias dijo que no había visto un caso de abuso infantil peor que el de Mariah.
En 2016, ocho años después de que Lucio fuera condenada, Texas emitió una moratoria sobre el uso de evidencia de marcas de mordeduras porque carece de una base científica. Los estudios han demostrado que ni siquiera los llamados "expertos en marcas de mordeduras" pueden identificar con precisión las marcas de mordidas o incluso estar de acuerdo de manera consistente si algo es una marca de mordeduras o no.
Selina Flores, la quinta hija de Lucio, se presentó en TikTok en 2021 (cuenta @5thof14) después del lanzamiento del documental The State Of Texas vs. Melissa, afirmando que el documental esta sesgado y que su madre si es culpable y que abusó físicamente de Mariah y sus hijos menores, aunque considera que no merece la muerte por el crimen.
Otra de sus hijas mayores, Alexandra Lucio, defendió la inocencia de su madre en el documental. Pero otros familiares e hijos de Lucio alegan que en realidad fue Alexandra quien abuso físicamente en varias ocasiones de Mariah y que Melissa en su primer interrogatorio asumió la culpa en un intento de encubrirla ante las autoridades. Según el testimonio de la trabajadora social Norma Villanueva, Alexandra, había admitido durante una reunión familiar en junio de 2008 que ella “fue la razón por la que Mariah se cayó por las escaleras”. Esta fue una evidencia potencialmente poderosa. Sin embargo, según Villanueva, “esta información simplemente se ignoró y nunca se utilizó de ninguna manera”. De hecho, dijo que el abogado de Lucio, Peter Gilman le dijo que “no revelara esta información a nadie”. La posibilidad de que Alexandra pudiera haber sido la responsable de las lesiones de Mariah fue explorada en el documental sobre el caso de Lucio. Una investigadora privada les dijo a los cineastas que cuando confrontó a Gilman sobre su negativa a buscar evidencia, él dijo que no quería arruinar la vida de una adolescente. Aunque en la película Alexandra negó haber hecho daño a Mariah, otros han corroborado el relato de Villanueva. En una declaración jurada de 2010, una de las hermanas de Lucio relató una conversación diferente que involucró a varios familiares en la que Alexandra admitió entre lágrimas haber golpeado a Mariah, evidentemente por resentimiento por tener que cuidarla mientras Lucio y su novio consumían drogas.

## Condena y procedimientos legales

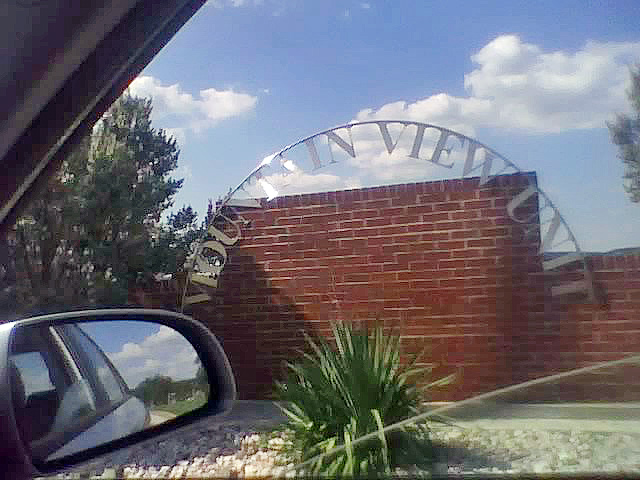
La Unidad Mountain View tiene el corredor de la muerte estatal para mujeres de Texas

Melissa Lucio fue declarada culpable por asesinato capital y condenada a muerte el 12 de agosto de 2008. Actualmente está en la Unidad Mountain View que tiene el corredor de la muerte para mujeres en Texas. Su pareja y padre de Mariah, Robert Alvarez, fue sentenciado a cuatro años de prisión por no haber buscado atención médica para su hija.
Se denegó una apelación de 2011 contra la condena. En 2019, un panel de tres jueces de la Corte Federal de Apelaciones anuló la sentencia debido a la interferencia del tribunal de primera instancia en el derecho de Lucio a presentar una defensa. Esta decisión fue anulada posteriormente y Lucio permanece en el corredor de la muerte.
En agosto de 2021, un grupo integrado por juristas, expertos en violencia contra las mujeres y representantes de 16 organizaciones que luchan contra la violencia contra las mujeres presentó un escrito de amicus curiae en nombre de Lucio. El escrito establece que el comportamiento moderado y la aquiescencia de Lucio durante el interrogatorio fueron el resultado de un trauma previo como sobreviviente de abuso.
En enero de 2022, los funcionarios del condado de Cameron firmaron una orden de ejecución para Lucio. Su ejecución estaba programada para el 27 de abril de 2022. Fue suspendida el 25 de abril por la corte de apelaciones mientras se examina nuevamente el caso.
El 21 de abril de 2022 el embajador mexicano en Estados Unidos, Esteban Moctezuma, anunció el 22 de abril que enviaría una carta al gobernador Greg Abbott pidiendo un perdón ejecutivo, pues "México ha demostrado siempre su compromiso invariable en su oposición a la pena de muerte".

## Mujeres latinas y condenas a muerte
Lucio de ser ejecutada sería la primera mujer latina ejecutada en los Estados Unidos en casi 159 años desde la ejecución de la mexicana Josefa "Chipita" Rodriguez ahorcada en Texas en 1863. Hay pocos casos registrados de mujeres latinas ejecutadas en el pasado además del de Rodríguez, entre ellos el de Paula Angel ejecutada en 1861 en Nuevo México a los 19 años por el asesinato de su amante, fue la única mujer ejecutada en dicho estado.
El estado de California es el que más y hasta ahora único estado después de Texas que tiene mujeres latinas en el corredor de la muerte con cinco en total, las que aguardan aun su ejecución son Rosie Alfaro, Socorro Caro, Veronica Gonzales, Belinda Magana y Angelina Rodriguez. La única ciudadana de nacionalidad mexicana que permanecía en el corredor de la muerte de California, Dora Buenrostro, le fue conmutada la pena a cadena perpetua sin posibilidad de libertad condicional luego de un nuevo juicio.
El estado de Florida también tuvo hasta dos presas latinas en el corredor de la muerte después de 1976, Emilia Carr y la cubana Ana María Cardona, cuyas penas de ambas fueron conmutadas a cadena perpetua en 2017.

## En los medios
- Un documental de 2020 de Sabrina Van Tassel, titulado The State of Texas vs. Melissa, sigue el caso de Lucio. Se proyectó en el Festival de Cine de Tribeca en 2020 y ganó el premio al mejor documental en el Festival de Cine de Raindance.

- El 6 de marzo de 2022, en el segmento principal del programa de HBO Last Week Tonight with John Oliver llamado "Wrongful Convictions", su caso fue el principal en ser mencionado como motivo de la reforma del sistema de justicia estadounidense y específicamente, la abolición de la Ley Antiterrorista y Pena de Muerte Efectiva de 1996 (AEDPA).[21]

- El 5 de abril de 2022, Kim Kardashian pidió al gobernador de Texas, Greg Abbott, que concediera clemencia a Lucio, además invitó a sus 72 millones de seguidores en su cuenta de Twitter que firmaran una petición para deterner la ejecucón.[22][23]

- El 17 de abril de 2022, en el segmento principal del programa de HBO Last Week Tonight con John Oliver llamado "Interrogatorios policiales", se volvió a mencionar que el caso de Lucio tenía todas las características de una confesión falsa.